# 방투산

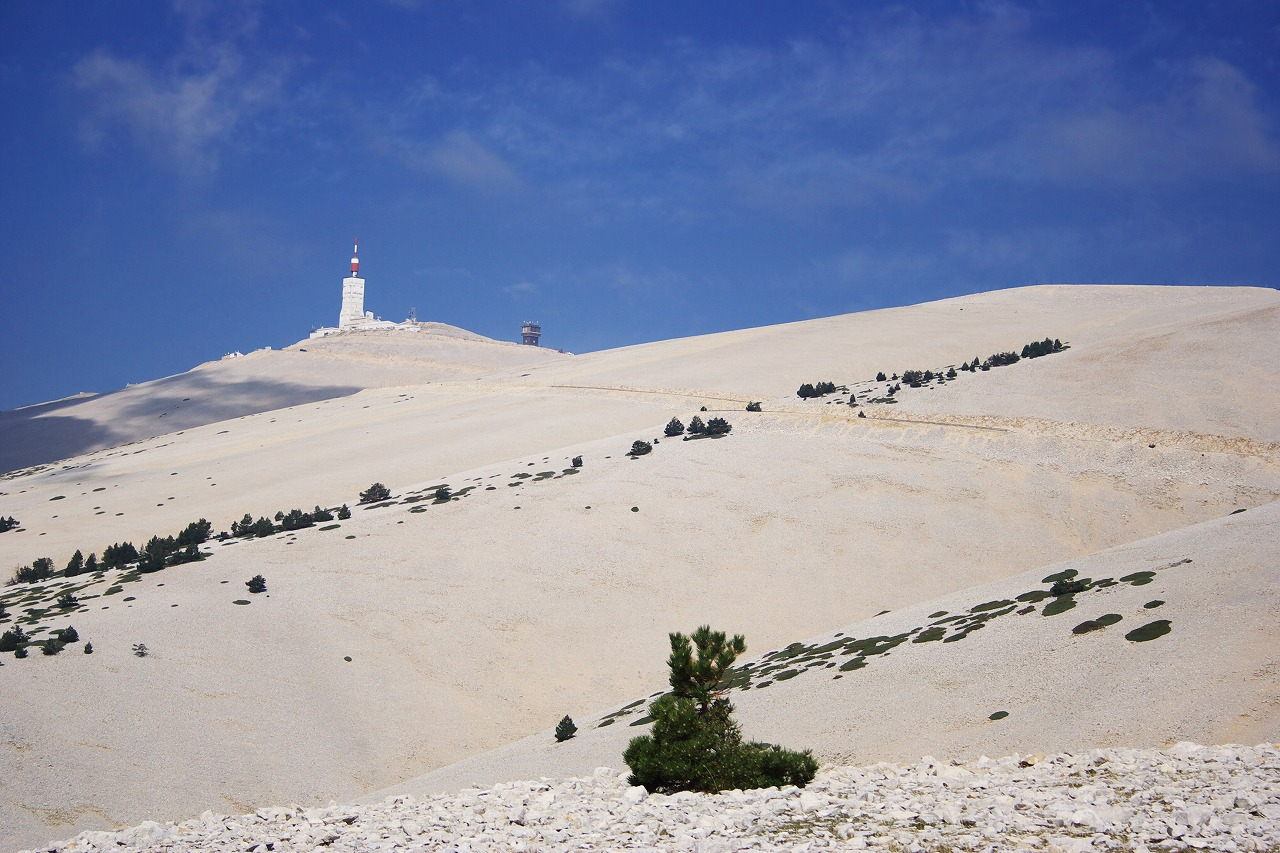
방투 산

방투산(Mont Ventoux)은 프랑스 남부 프로방스알프코트다쥐르에 위치한 산이다.